# Kanbisol
Kanbisol (Nabidroks), je sintetički kanabinoidni derivat koji je dimetilheptilni homolog 9-nor-9β-hidroksiheksahidrokanabinola (HHC). On je potentan agonist CB1 i CB2 receptora, sa afinitetom vezivanja od 0,1 nM na CB1 i 0,2 nM na CB2. On prvenstveno nalazi primenu u naučnim istraživanjima, u studijama receptorskog vezivanja s ciljem određivanja strukture i funkcije kanabinoidnih receptora. U pojedinim zemljama je kontrolisana supstanca zbog njegove potencijalne zloupotrebe kao kanabinomimetski lek.